# 乱世丽人
《乱世丽人》，又名《赵氏孤儿》《庄姬公主》，是一部台湾古裝电视剧，佛光衛視、香海文化制作，徐玉龙导演。以春秋时期晋国赵氏孤儿的故事为背景，由王思懿、秦风、何家劲、陈浩民主演，共30集，於1999年播出。八大戲劇台首播時劇名為《亂世情緣》。

## 演员表
- 庄姬：王思懿（配音：杜素真）
- 屠岸贾：秦风（配音：孙德成）
- 赵朔：何家劲（配音：吴文民）
- 穆嬴夫人：薛家燕（配音：冯嘉德）
- 玄姬：毛玲萍（配音：汪世玮）
- 晋灵公：施丹江（配音：黄天佑）
- 程婴：沈冠初（配音：陈宗岳、吴文民）
- 如冰：胡天鸽（配音：汪世玮）
- 赵武：陈浩民（配音：黄天佑）
- 赵文：何琳（配音：汪世玮）
- 卜凤：叶子（配音：冯嘉德）
- 子姜：杨涛（配音：冯嘉德）
- 赵盾：王文治（配音：陈明阳）
- 韩厥：张承好（配音：陈宗岳、陈明阳）
- 芮娘：蔡雯艳（配音：汪世玮）
- 鉏麑：高建国（配音：黄天佑）
- 提弥明：周峰（配音：陈明阳）
- 公孙杵臼：黎国钟（配音：陈宗岳）
- 宝申：任伟伟（配音：陈宗岳）
- 赵穿：金宏（配音：黄天佑）
- 栾书：林以政（配音：石班瑜、黄天佑）
- 郤锜：徐经锁（配音：熊肇川、陈宗岳）
- 王锐：朱伯钊（配音：陈明阳）
- 雪眉：金雪琴（配音：汪世玮）
- 晋悼公：吴亦谦（配音：吴文民）

## 职员表
- 制片人：黄国清、庄纯德
- 导演：徐玉龙
- 制作人：谢乃彪